# 非洲區域衛星通訊組織
非洲區域衛星通訊組織（RASCOM）將在非洲農村地區提供電信服務、直播電視服務和互聯網接入。根據與RASCOM的協議，註冊於毛里裘斯的私營公司RascomStar-QAF將實施RASCOM的首個14顆通信衛星項目。這個非洲聯合項目預計將降低非洲大陸對國際衛星網絡（如國際通信衛星公司）的依賴。

## RASCOM-QAF1
RASCOM-QAF1是首顆完全專用於非洲大陸的衛星。泰雷兹阿莱尼亚宇航公司在法國坎城曼德利厄航天中心建造了這顆衛星。該公司已將衛星送入軌道並提供運營所需的地面基礎設施。這顆衛星基於Spacebus 4000B3平台，搭載十二個Ku波段轉發器和八個C波段轉發器，發射時重約3200公斤。
該衛星於2007年12月21日搭乘阿丽亚娜-5运载火箭發射。 2007年12月29日，泰雷兹阿莱尼亚宇航公司宣布衛星上發生了氦泄漏，將延遲其啟動。 2008年1月8日，該公司宣布將提升衛星軌道的近地點，並承認如果衛星最終達到地球同步軌道，其使用壽命將大幅縮短。 2008年2月4日，泰雷兹阿莱尼亚宇航公司宣布該衛星已到達預定的地球同步軌道2.85°東。他們預期其壽命將稍超過2年。

## RASCOM-QAF1R
2008年9月9日，泰雷兹阿莱尼亚宇航公司宣布將為RASCOMSTAR-QAF提供一顆新衛星，為RASCOMSTAR-QAF的客戶提供服務連續性。與RASCOM-QAF1相似，RASCOM-QAF1R將基於Spacebus 4000 B3平台，搭載十二個Ku波段和八個C波段轉發器。
2010年8月4日，搭乘阿丽亚娜-5运载火箭ECA發射成功。

## 外部連結
- rascomstar.com （页面存档备份，存于）